# Edith Nakiyingi
Edith Nakiyingi (sinh 15 tháng 10 năm 1968) là một vận động viên chạy cự ly trung bình người Uganda thi đấu chủ yếu ở 800 mét. Cô đại diện cho đất nước của mình tại Thế vận hội Mùa hè 1992  cũng như hai Giải vô địch thế giới ngoài trời và một trong nhà.

## Sự nghiệp đại học
Nakiyingi thi đấu như một vận động viên ở cả hai quốc gia và đường đua & lĩnh vực với tư cách là bang Iowa. Cô đã kết thúc sự nghiệp của mình một nhà vô địch NCAA hai lần, bảy lần toàn Mỹ, vô địch Big Eight 11 lần, và vận động viên Big Eight năm 1992.
Cô đã giành được danh hiệu đường đua & lĩnh vực NCAA đầu tiên của mình vào năm 1989, giành chiến thắng ở cự ly 800 mét trong cuộc họp NCAA đạt kỷ lục 2: 05,68. Mùa giải đó, Nakiyingi đã giành được hai danh hiệu trong nhà Big Eight, tiếp sức hỗn hợp 1.000 mét và khoảng cách và chạy 800 mét trong cuộc thi ngoài trời. Nakiyingi một lần nữa giành được danh hiệu trong nhà 800 mét NCAA vào năm 1991 tại Indianapolis với thời gian 2: 04.84. Khi kết thúc sự nghiệp của Nakiyingi, cô sở hữu ba trong số bốn lần nhanh nhất 800 mét trong NCAA trong nhà đáp ứng lịch sử.
Ở một quốc gia khác, cô đã hoàn thành thứ 15 tại Giải vô địch NCAA 1989  và sau đó dẫn dắt ISU đến danh hiệu quốc gia xuyên quốc gia Big Eight 1990.
Năm 2001, cô được giới thiệu vào Đại sảnh Danh vọng Lốc xoáy bang Iowa.

## Thành tích giải đấu
| Năm                 | Giải đấu                   | Địa điểm                  | Thứ hạng            | Nội dung            | Chú thích           |
| Representing Uganda | Representing Uganda        | Representing Uganda       | Representing Uganda | Representing Uganda | Representing Uganda |
| ------------------- | -------------------------- | ------------------------- | ------------------- | ------------------- | ------------------- |
| 1987                | All-Africa Games           | Nairobi, Kenya            | 2nd                 | 4x400 m relay       | 3:34.41             |
| 1990                | African Championships      | Cairo, Egypt              | 2nd                 | 800 m               | 2:14.00             |
| 1990                | African Championships      | Cairo, Egypt              | 2nd                 | 1500 m              | 4:25.34             |
| 1991                | Universiade                | Sheffield, United Kingdom | 4th                 | 800 m               | 2:02.22             |
| 1991                | World Championships        | Tokyo, Japan              | 29th (h)            | 800 m               | 2:08.72             |
| 1991                | World Championships        | Tokyo, Japan              | 35th (h)            | 1500 m              | 4:25.43             |
| 1992                | Olympic Games              | Barcelona, Spain          | 27th (h)            | 800 m               | 2:03.55             |
| 1993                | World Indoor Championships | Toronto, Canada           | 11th (h)            | 800 m               | 2:04.88             |
| 1993                | World Championships        | Stuttgart, Germany        | 28th (h)            | 800 m               | 2:07.81             |

## Thành tích cá nhân tốt nhất
| Bề mặt     | Nội dung       | Thời gian  | Ngày                     | Địa điểm       |  |
| ---------- | -------------- | ---------- | ------------------------ | -------------- |  |
| Ngoài trời | 800 m          | 2:00 00,88 | Ngày 7 tháng 7 năm 1990  | Formia, Ý      |  |
| Ngoài trời | 1500 m         | 4: 16,58   | Ngày 18 tháng 7 năm 1990 | Bologna, Ý     |  |
| Ngoài trời | Vượt rào 400 m | 1:00       | Ngày 12 tháng 3 năm 1985 | Campuchia      |  |
|            |                |            |                          |                |  |
| Trong nhà  | 800 m          | 2: 04,88   | 1993                     | Toronto Canada |  |
| Tham khảo: |                |            |                          |                |  |